# Idris Elba
Idris Elba (Hackney, Londres, 6 de setembre de 1972) és un actor, productor, cantant, raper i DJ anglès. És conegut sobretot pel seu paper a la sèrie de televisió The Wire. També va fer el paper de Nelson Mandela a la pel·lícula Mandela: Long Walk to Freedom. Ha estat nominat tres vegades al Premi Globus d'Or i n'ha guanyat un. També ha obtingut quatre nominacions al Premi Primetime Emmy.

## Biografia
Elba va néixer a Hackney, Londres. El seu pare era un treballador de la Ford de Sierra Leone i la seva mare era ghanesa. Després de casar-se a Sierra Leone, els seus pares van emigrar a Londres. Elba va créixer al suburbi londinenc d'East Ham i va cursar els estudis primaris a Canning Town, on va estrenar-se als escenaris. El 1986 ajudava un oncle en un negoci de DJ i un any després va crear la seva primera companyia relacionada amb la música.
El 1988 va deixar d'estudiar i va obtenir una plaça al National Youth Music Theatre. Va tenir diversos treballs i va treballar com a DJ amb el sobrenom de Big Driis als 19 anys. Als 20 anys va començar a fer audicions per a treballar a la televisió.

## Debut professional
A partir de 1991 començà a punxar en locals de Londres i a fer audicions. El 1994 debuta a televisió a 2point4 Children. En cinema, el 1999 amb Belle Maman.

## Personatges
Fou "Vaughan Rice" a la minisèrie Ultraviolet, però es feu un nom a la TV en donar vida a "Stringer" a The Wire, una sèrie policíaca. Un nom que continua avui dia (2014) amb el seu retorn a Londres, on és el detectiu "John Luther" a Luther.

## Filmografia
- Insiders (1997, sèrie de televisió)
- Family Affairs (1997, sèrie de televisió)
- Ultraviolet (1998, minisèrie)
- Belle Maman (1999)
- Dangerfield (1999, sèrie de televisió)
- Buffalo Soldiers (2001)
- The Wire (2002-2004)
- The Reaping (2007)
- 28 Weeks Later (2007)
- American Gangster (2007)
- RocknRolla (2008)
- The Unborn (2009)
- Obsessed (2009)
- The Office (2009, sèrie de televisió)
- The Losers (2010)
- Takers (2010)
- The Big C (2010, sèrie de televisió)
- Luther (2010-2013, sèrie de televisió)
- Thor (2011)
- Ghost Rider: Spirit of Vengeance (2011)
- Prometheus (2012)
- Pacific Rim (2013)
- Mandela: Long Walk to Freedom (2013)
- Thor: The Dark World (2013)
- No Good Deed (2014)
- Star Trek Beyond (2016)
- Molly's game (2017)
- Thor: Ragnarok (2017)

## Premis i nominacions

### Premis
- 2012: Globus d'Or al millor actor en minisèrie o telefilm per Luther

### Nominacions
- 2011: Globus d'Or al millor actor en minisèrie o telefilm per Luther
- 2011: Primetime Emmy al millor actor en minisèrie o telefilm per Luther
- 2011: Primetime Emmy al millor actor convidat en sèrie còmica per The Big C
- 2012: Primetime Emmy al millor actor en minisèrie o telefilm per Luther
- 2014: Globus d'Or al millor actor dramàtic per Mandela: Long Walk to Freedom
- 2014: Globus d'Or al millor actor en minisèrie o telefilm per Luther
- 2014: Primetime Emmy al millor actor en minisèrie o telefilm per Luther